# Teon ze Smyrny
Teon ze Smyrny (gr. Θέων ο Σμυρναίος) – medioplatoński filozof żyjący w czasach cesarza Hadriana (przełom I i II w.n.e.). 
Zajmował się głównie matematycznymi aspektami platonizmu, uważając matematykę za sposób na oczyszczenie moralne i religijne. Może być to świadectwem wpływów pitagorejskich. Tym zagadnieniom poświęcone było dzieło Przygotowanie matematyczne do lektury Platona.